# Pachydema angustipalpis
Pachydema angustipalpis är en skalbaggsart som beskrevs av Joseph Henri Adelson Normand 1951. Pachydema angustipalpis ingår i släktet Pachydema och familjen Melolonthidae. Inga underarter finns listade i Catalogue of Life.